# Глибока операція
Глибо́ка опера́ція — теорія ведення швидкоплинної війни, яку розробили радянські військові теоретики в 1930-х. Прийнята в РСЧА і включена в Польовий статут 1936 року і в проєкт Польового статуту 1939 року.
Оперативна концепція, що передбачає ведення операцій у формі одночасного вогневого придушення супротивника на усю глибину його розташування, завдання потужних фронтальних ударів у поєднанні зі стрімкими просуваннями мобільних (рухомих) угруповань військ в тил супротивника, з глибоким його охопленням повітряними та морськими десантами.
Основою її успіху є потужна взаємодія на усіх компонентах оперативного розташування супротивника для його поразки та розгрому у короткі строки по частинах.
Глибока операція передбачає утворення та послідовне використання декількох ударних ешелонів (атаки, розвитку, прориву), ешелону прикриття, рухомих груп та завдавання наростаючих ударів артилерією та авіацією на повний радіус їх дій.

## Історія розвитку
Розроблена радянськими військовими теоретиками у середині 1930-х на основі розвитку теорії застосування нових для того часу родів військ: повітряно-десантних військ, механізованих військ та авіації.
Спочатку вона розроблялася лише в тактичному масштабі, у формі глибокого бою, надалі була розповсюджена на операції армії та фронту. 
Основи теорії глибокої операції заклав радянський військовий теоретик Володимир Кіріакович Тріандофіллов

## Суть концепції
Для ведення глибокої операції в масштабі фронту вважалося доцільним мати 3-4 ударні та 1-2 сковуючі армії, 1-2 механізованих, танкових чи кавалерійських корпуси, 10-20 авіаційних дивізій. З цих сил утворювалось 2-3 ударних й 1-2 сковуючих угруповання військ. Війська ударного угруповання військ передбачалося застосовувати в сім ешелонів:
- особливий ешелон — повітряний десант,
- перший ешелон — бомбардувальна авіація,
- другий ешелон — важкі танки,
- третій ешелон — з'єднання середніх та легких танків,
- четвертий ешелон — з'єднання моторизованої та мотоциклетної піхоти,
- п'ятий ешелон — артилерія супроводу великого калібру,
- шостий ешелон — стрілецькі війська з танками.

Прорив планувався на 3-4 ділянках. На кожній ділянці прориву передбачалась концентрація (щільність військ з розрахунком до однієї дивізії на 2-2,5 км фронту, 50-100 гармат та стільки ж танків на один кілометр фронту.

## Реалізація
Ідею глибокої операції на початку передбачалося реалізовувати лише в наступальних діях. Потім її принципи були розповсюджені також і на оборонну операцію. Надалі вони отримали практичне застосування у другому та третьому періодах німецько-радянської війни 1941-1945. В закінченому вигляді ця операція стала можливою на рубежі 1950-1960-х після завершення повної моторизації збройних сил, оснащення військ далекобійними засобами ураження, у тому числі тактичною ядерною зброєю, а також створення потужної ударної авіації, повітряно-десантних та штурмових військ.
На основі принципів глибокої операції у 1980-х у Збройних Силах СРСР було розроблено нову систему операцій, центральною ланкою якої стала стратегічна операція на континентальних ТВД завглибшки 1500 км й більше.
З прийняттям у ХХ столітті у РФ оборонної військової доктрини, глибока операція не передбачається.